# Sigfrido (opera)
Sigfrido (Siegfried) è il terzo dramma musicale della tetralogia L'anello del Nibelungo di Richard Wagner.
L'opera fu rappresentata per la prima volta il 16 agosto 1876 al Festspielhaus di Bayreuth, in occasione della prima esecuzione completa della tetralogia con Hans Richter.

## Trama

### Atto I

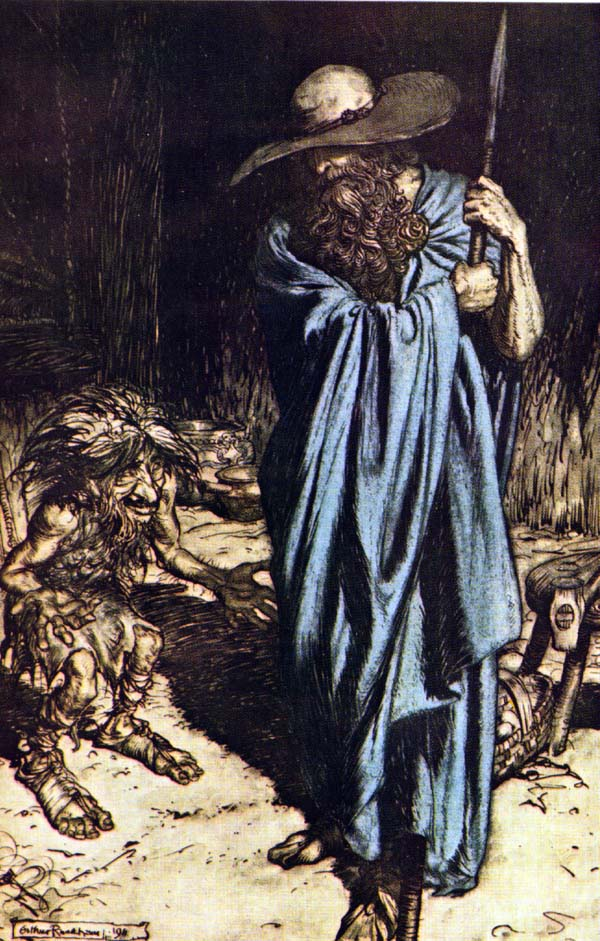
Il Viandante e Mime, illustrazione di Arthur Rackham

Sono passati alcuni anni dagli eventi de La Valchiria. Mime, il fratello di Alberich, sta forgiando una spada nella sua caverna nella foresta: il nano ha in mente di impossessarsi dell'anello, servendosi di Sigfrido, che in questi anni è cresciuto perché uccida Fafner per lui. Il ragazzo però finora ha rotto qualsiasi spada che egli gli abbia mai fabbricato. Un giorno Sigfrido, tornando dai suoi vagabondaggi nella foresta, chiede a Mime di parlargli delle sue origini. Mime è costretto a narrargli di come, anni prima, avesse trovato nella foresta sua madre, Sieglinde, morta dandolo alla luce. Mostra a Sigfrido i frammenti di Nothung, che conservava da allora, e il giovane gli ordina di riforgiare la spada.
Sigfrido si allontana, lasciando Mime sconsolato: non è in grado infatti di riparare la spada. Un vecchio viandante (Wotan travestito) giunge all'improvviso alla sua porta. Il Viandante scommette con Mime la sua testa che saprà rispondere a tre indovinelli che il nano vorrà sottoporgli, e Mime acconsente: chiede all'ospite di nominargli le tre razze che vivono sotto terra, sulla superficie e nei cieli. Si tratta dei Nibelunghi, dei giganti e degli dei, risponde correttamente il Viandante. Ora tocca a quest'ultimo proporre tre quesiti, e Mime dovrà rispondere, pena la vita. Il Viandante gli chiede di dirgli il nome della razza più cara a Wotan, ma da lui trattata più duramente, il nome della spada che può distruggere Fafner e il nome della persona che può forgiarla. Mime sa rispondere ai primi due quesiti, i Valsidi e Nothung, ma non conosce la risposta al terzo. Ciò nonostante, il Viandante lo risparmia, rivelandogli che solo "colui che non conosce la paura" potrà riforgiare Nothung, e sarà anche colui che ucciderà Mime. Quindi se ne va.
Ritorna Sigfrido e subito si irrita al vedere che Mime non ha fatto alcun progresso. Mime comprende che l'unica cosa che in quegli anni non ha insegnato a Sigfrido è la paura, e il giovane è ansioso di apprenderla: Mime promette di insegnargliela conducendolo dal drago Fafner. Poiché il nano non è stato in grado di riforgiare Nothung, Sigfrido decide di provarci da solo: riunisce i frammenti di metallo, li fonde insieme e fabbrica così una nuova spada. Mime si ricorda delle parole del Viandante e capisce che ora sarà ucciso da Sigfrido: non visto, prepara allora una bevanda avvelenata da offrire al giovane subito dopo che egli avrà ucciso Fafner.

### Atto II

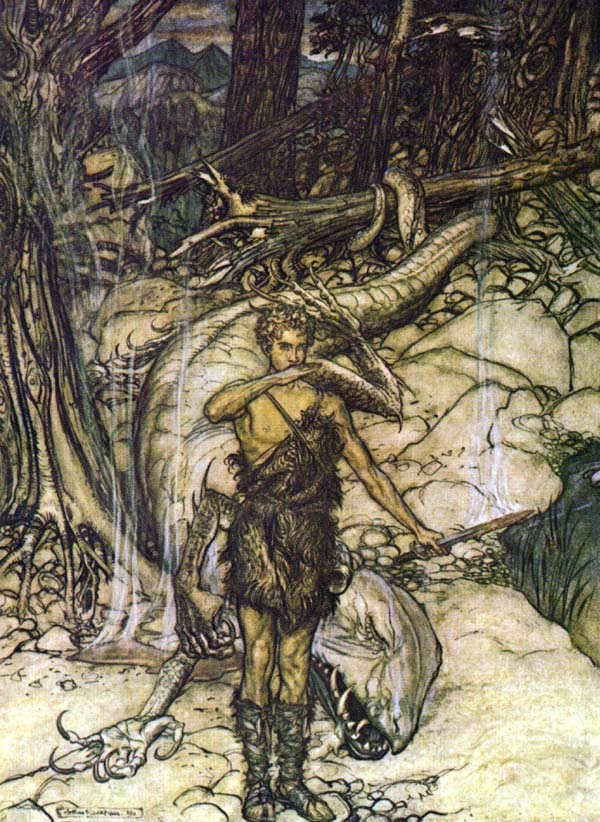
Sigfrido assaggia il sangue del drago, illustrazione di Arthur Rackham

Il Viandante giunge all'ingresso della caverna di Fafner; lì si trova anche Alberich, deciso a riprendersi l'anello. I due antichi nemici si riconoscono subito. Alberich annuncia a Wotan i suoi piani di dominio del mondo non appena avrà rimesso le mani sull'anello. Wotan, invece, replica che egli non ha alcuna intenzione di tentare di impossessarsene: con grande sorpresa dell'altro, sveglia Fafner e informa il drago che sta per giungere un eroe per combatterlo. Fafner si fa beffe di quella minaccia, rifiuta di riconsegnare l'anello ad Alberich e torna a dormire. Wotan e Alberich partono.
All'alba giungono Sigfrido e Mime. Mime si nasconde, mentre Sigfrido va ad affrontare il drago. In attesa che questo si mostri, il giovane vede un uccello della foresta posato su un albero. Cerca di imitare il suo verso con una canna, ma senza successo. Suona quindi una nota con il suo corno, che attira Fafner fuori dalla caverna. Dopo un breve scambio di frasi, i due combattono, e Sigfrido trafigge il drago al cuore con Nothung.
Prima di morire, Fafner si fa dire da Sigfrido il suo nome e lo avverte di guardarsi dal tradimento. Quando Sigfrido estrae la lama dal corpo del drago, le sue mani sono ricoperte del sangue di Fafner, ed egli istintivamente le porta alla bocca, assaggiandolo. Dopo averlo bevuto, riesce a comprendere il canto dell'uccello. Facendo come questi gli suggerisce, prende dall'antro del drago l'anello e il Tarnhelm, l'elmo magico che consente di mutare forma e divenire invisibili. Ricompare Mime, e Sigfrido si lamenta con lui perché ancora non ha imparato cosa sia la paura. Ansioso di mettere mano sull'anello, Mime offre al giovane il veleno, ma tra i poteri del sangue del drago vi è anche quello di leggere il pensiero, perciò Sigfrido capisce le intenzioni del nano e lo uccide.
L'uccello della foresta canta di una donna addormentata su una roccia circondata dal fuoco. Sigfrido, pensando di poter forse apprendere il significato della paura da costei, si dirige verso la sommità della montagna.

### Atto III

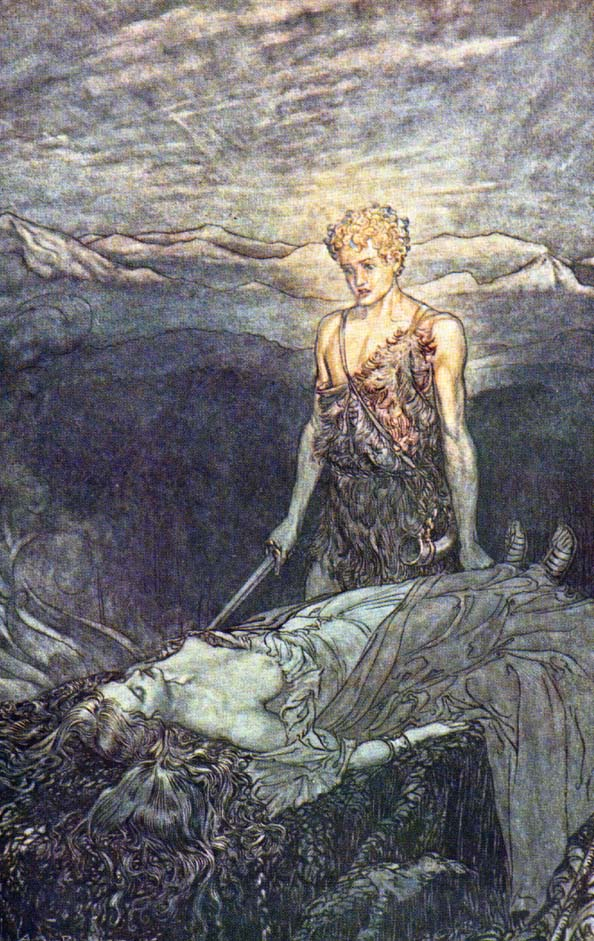
Sigfrido scopre Brunilde, illustrazione di Arthur Rackham

Il Viandante compare lungo il sentiero che conduce alla roccia di Brunilde ed evoca Erda, la dea della terra. Ella, confusa, dice a Wotan di non poterlo aiutare, ma questi l'informa di non temere più la fine degli dei, anzi, la desidera: la sua eredità passerà a Sigfrido il Valside, e la loro figlia, Brunilde, compirà l'impresa che redimerà il mondo. Erda sprofonda di nuovo nelle viscere della terra.
Giunge Sigfrido, e il Viandante lo interroga. Il giovane, che non ha riconosciuto suo nonno, risponde con insolenza e fa per proseguire. Il Viandante gli blocca il passo, e Sigfrido gli spezza la lancia con un colpo di spada. Con calma, Wotan ne raccoglie i pezzi e scompare.
Sigfrido arriva infine di fronte al cerchio di fuoco e lo attraversa. Vede la figura in armatura che giace addormentata e dapprima pensa che sia un uomo. Ma, dopo aver rimosso l'armatura, si accorge che si tratta di una donna. Quella vista per lui sconosciuta lo colpisce, non sa cosa fare e per la prima volta nella vita sperimenta la paura. Bacia Brunilde, svegliandola dal sonno. Dapprima esitante, Brunilde è poi vinta dall'amore di Sigfrido, e rinuncia al mondo degli dei. Insieme, i due cantano "l'amore lucente e la morte ridente" (leuchtende Liebe, lachender Tod!)

## Organico orchestrale
La partitura di Wagner prevede l'utilizzo di:
- 3 flauti e 2 ottavini; 3 oboi e 1 corno inglese; 3 clarinetti e 1 clarinetto basso; 3 fagotti e 1 controfagotto.
- 8 corni (V. e VI. anche tube tenori e VII. e VIII. anche tube basse); 3 trombe e 1 tromba bassa; 4 tromboni (due tenori, basso in Fa e contrabbasso in SIb); 1 tuba contrabbassa.
- 8 timpani, piatti, triangolo, tam-tam, glockenspiel, martello sull'incudine.
- 6 arpe.
- 16 violini primi, 16 violini secondi, 12 viole, 12 violoncelli, 8 contrabbassi.

## Discografia parziale
- Sigfrido - Solti/Windgassen/Stolze/Nilsson/Hotter/Neidlinger/Böhme/Höffgen/Sutherland, Wiener Philharmoniker, 1962, Decca.
- Sigfrido - Karajan/Thomas/Dernesch/Stolze, Berliner Philharmoniker, Deutsche Grammophon - Grammy Award for Best Opera Recording 1970.
- Sigfrido - Böhm/Windgassen/Nilsson/Adam, 1971 Decca.

## DVD & BLU-RAY parziale
- Sigfrido - Boulez/Jung/McIntyre/Zednik/Jones/Becht, regia Patrice Chéreau - 1980 Deutsche Grammophon.
- Sigfrido - Levine/MET/Jerusalem/Behrens, 1990 Deutsche Grammophon.
- Sigfrido - Luisi/Terfel/Morris/Voigt/MET, 2010 Deutsche Grammophon.